# Karolina Szymańska
Karolina Szymańska est une ancienne joueuse polonaise de volley-ball, née le 22 février 1994 à Twardogóra. Elle mesure 1,86 m et jouait au poste de centrale. Elle a totalisé 12 sélections en équipe de Pologne.

## Clubs
| Club                     | De        | À         |
| ------------------------ | --------- | --------- |
| MLKS Echo Twardogóra     |           | 2008-2009 |
| SMS PZPS Sosnowiec       | 2009-2010 | 2012-2013 |
| LTS Legionovia Legionowo | 2013-2014 | 2015-2016 |
| KS Developres Rzeszów    | 2016-2017 | 2016-2017 |